# Джексон Тауншип (округ Тайога, Пенсільванія)
Джексон Тауншип (англ. Jackson Township) — селище (англ. township) в США, в окрузі Тайога штату Пенсільванія. Населення — 1881 особа (2020).

## Демографія
Згідно з переписом 2010 року, у селищі мешкало 1887 осіб у 752 домогосподарствах у складі 559 родин. Було 868 помешкань
Расовий склад населення:
| - 98,5 % — білих - 0,3 % — азіатів - 0,2 % — чорних або афроамериканців - 0,1 % — корінних американців |

До двох чи більше рас належало 0,9 %. Частка іспаномовних становила 0,6 % від усіх жителів.
За віковим діапазоном населення розподілялося таким чином: 21,1 % — особи молодші 18 років, 61,1 % — особи у віці 18—64 років, 17,8 % — особи у віці 65 років та старші. Медіана віку мешканця становила 45,2 року. На 100 осіб жіночої статі у селищі припадало 101,4 чоловіків;  на 100 жінок у віці від 18 років та старших — 104,5 чоловіків також старших 18 років.
Середній дохід на одне домашнє господарство  становив 76 355 доларів США (медіана — 53 287), а середній дохід на одну сім'ю — 88 756 доларів (медіана — 63 269). Медіана доходів становила 46 645 доларів для чоловіків та 32 375 доларів для жінок. За межею бідності перебувало 9,6 % осіб, у тому числі 10,4 % дітей у віці до 18 років та 11,9 % осіб у віці 65 років та старших.
Цивільне працевлаштоване населення становило 866 осіб. Основні галузі зайнятості: освіта, охорона здоров'я та соціальна допомога — 22,5 %, виробництво — 19,6 %, будівництво — 10,5 %, роздрібна торгівля — 8,7 %.